# Abbitte (Film)
Abbitte (Originaltitel Atonement) ist ein britisches Filmdrama aus dem Jahr 2007. Regie führte Joe Wright, das Drehbuch schrieb Christopher Hampton nach dem gleichnamigen Roman von Ian McEwan.
Der Film besteht aus drei Teilen, die durch Rückblenden verknüpft sind. Sie spielen im Sommer 1935 auf einem englischen Landsitz, 1939/1940 im Zweiten Weltkrieg in London und im französisch-belgischen Kriegsgebiet sowie Ende der 1990er Jahre in einem Fernsehstudio. Erzählt wird von einem schicksalhaften Missverständnis und dessen tragischen Folgen für zwei Töchter aus reichem Hause und dem Protegé der Familie.

## Handlung

### Erster Teil
Auf einem englischen Landsitz an einem Sommertag im Jahr 1935: Die 13-jährige Briony Tallis möchte Schriftstellerin werden, auf der Schreibmaschine schreibt sie das Manuskript für ihr erstes Theaterstück: „Die Heimsuchungen Arabellas“. Aus dem Fenster ihres Zimmers beobachtet sie, wie ihre ältere Schwester Cecilia in Unterwäsche, entrüstet und völlig durchnässt am Brunnen im Garten steht. Dabei ist der Sohn der Haushälterin, Robbie Turner, dem der Vater der Schwestern das Studium finanziert. Briony hält die Situation für unerhört.
Danach sieht der Zuschauer dieselbe Szene aus der Perspektive der direkt Beteiligten: Cecilia hat Blumen für ihren Bruder Leon gepflückt, der zusammen mit einem Freund erwartet wird, und ist in den Park gegangen, um für die Blumen eine wertvolle Porzellanvase zu füllen. Robbie verrichtet dort Gartenarbeiten, und so gehen die beiden zusammen zum Brunnen; dort wird die Vase durch ein Missgeschick Robbies zerstört, der Hauptteil fällt in den Brunnen. Verärgert zieht Cecilia kurzerhand ihr Sommerkleid aus, springt in den Brunnen und holt den Rest der Vase wieder heraus. Danach steht sie durchnässt und im Unterkleid vor Robbie, der seinen Blick verschämt abwendet, zieht sich wieder an und läuft ins Haus zurück.
Leon und sein Freund, der Schokoladenfabrikant Paul Marshall, treffen ein. Leon besteht gegen Cecilias Wunsch darauf, auch Robbie zum Abendessen einzuladen. Paul Marshall flirtet mit Lola, der noch halbwüchsigen Cousine der Geschwister Tallis.
Robbie schreibt Cecilia von Hand einen Brief, in dem er sie um Entschuldigung für sein Missgeschick bittet. Auf einem anderen Blatt Papier tippt er in eindeutigen Worten seine sexuellen Vorstellungen in Bezug auf Cecilia. Nur der Brief ist jedoch für Cecilia bestimmt. Aus Versehen steckt er aber das falsche Blatt in den Umschlag und händigt dieses auf dem Weg zum Abendessen Briony aus, um ihn Cecilia überbringen zu lassen. Briony, wegen der Situation am Brunnen neugierig, öffnet jedoch den Umschlag und liest das Blatt. Den geöffneten Brief übergibt sie Cecilia.
Vor dem Abendessen kommt es zwischen Cecilia und Robbie zur Aussprache. Beide gestehen einander in der Bibliothek ihre Liebe, sie lassen ihrer Anziehungskraft füreinander freien Lauf bis zum heimlichen Geschlechtsakt. Dabei werden sie aber durch Zufall von der eifersüchtigen Briony entdeckt, die schon lange eine heimliche Liebe für Robbie hegt. Als am Abend ihre Zwillingscousins ausreißen, weil sie sich von ihrer älteren Schwester drangsaliert fühlen, beginnt auf Vorschlag von Paul Marshall eine Suchaktion, an der sich alle beteiligen. Auch Briony sucht mit einer Lampe das Gelände ab. Hierbei überrascht sie erneut ein kopulierendes Pärchen; der Mann läuft davon. Bei dem Mädchen handelt es sich um Lola, die erklärt, nicht zu wissen, wer sie überfallen habe. Gegenüber der schnell herbeigerufenen Polizei sagt Briony aus, Robbie sei der Täter gewesen, den sie sicher erkannt habe. Brionys Mutter lobt sie für ihre Aussage, während Cecilia der Polizei sagt, man dürfe nicht alles glauben, was ihre Schwester erzähle. Als weiterer Verdächtiger wird nur Danny, der leicht debile Sohn eines Hausangestellten, verhört, der aber ein Alibi vorweisen kann. Während die Ermittlungen noch andauern, kehrt Robbie mit den Zwillingen zurück, die er bei der Suche gefunden hat. Er wird festgenommen und weggefahren.

### Zweiter Teil
Zu Beginn des Zweiten Weltkriegs wird der im Gefängnis sitzende Robbie vor die Wahl gestellt, entweder weiterhin seine Haftstrafe abzusitzen oder als Soldat in der britischen Armee zu dienen. Robbie entscheidet sich für den Kriegsdienst. Kurz vor dem Einsatz trifft er Cecilia in einem Café in London. Zum Abschied schenkt sie ihm eine Postkarte, die ein Haus am Meer zeigt, in dem sie später ihre Ferien verbringen könnten. Robbie nimmt als Teil des britischen Expeditionskorps am Kampf gegen die deutsche Wehrmacht in Europa teil. In Frankreich wird Robbie von seinem Trupp getrennt und schlägt sich mit zwei Kameraden an die Küste von Dünkirchen durch, wo tausende Soldaten nach der Schlacht auf ihren Heimtransport warten.
Briony, die sich der tragischen Folgen ihrer seinerzeitigen Aussage vor der Polizei bewusst geworden ist, macht eine Ausbildung als Schwesternschülerin, Cecilia tut in London als freiwillige Schwesternhelferin Dienst und hat den Kontakt zu ihrer Familie abgebrochen.
In einer Rückblende schildert der Film die Schwärmerei des Mädchens Briony für Robbie. Beim gemeinsamen Schwimmen fragt Briony ihn, ob er sie retten würde, wenn sie ins Wasser fiele. Kaum hat Robbie ihr dies versichert, springt sie schon in den Teich. Robbie holt sie aus dem Wasser, macht ihr aber danach Vorhaltungen und geht wütend davon.
In einem Film der Wochenschau erfährt Briony, dass ihre Cousine Lola und Paul Marshall sich verlobt haben. Sie geht zu deren Hochzeit in die Kirche. In einer Rückblende wird endlich auch für die Zuschauer klar, was Briony damals gesehen, aber allen verschwiegen hat: Ganz deutlich ist nämlich nun das Gesicht Paul Marshalls erkennbar, der Lola vergewaltigt. Robbie ist also unschuldig. Briony macht nun Cecilia ausfindig und geht zu deren Wohnung, wo sie auch Robbie antrifft. Briony bittet flehentlich um Verzeihung, beide machen ihr aber schwere Vorwürfe. Robbie verlangt schließlich von ihr, dass sie die wahre Version ihrer Geschichte als schriftliche Aussage niederschreibt und veröffentlicht. Briony verspricht es und geht.

### Dritter Teil
Briony Tallis bereut bis an ihr Lebensende. Sie wird eine erfolgreiche Romanautorin. Zeitlebens hat sie versucht, die Geschichte über die Ereignisse zu Papier zu bringen. Diese vollendet sie nun, wobei sie das Ende jedoch abgewandelt hat, wie sie in einer Fernsehsendung dem Moderator gesteht. In der Geschichte, die aufgrund ihrer Erkrankung an vaskulärer Demenz ihr letzter Roman sein wird, überleben Robbie und Cecilia den Krieg und führen ein glückliches Leben. Ausgelassen verbringen sie die Ferien am Meer bei dem Haus, dessen Bild Cecilia Robbie in den Krieg mitgegeben hatte. Mit diesem fiktiven Ende versucht Briony, Cecilia und Robbie zu dem Wiedersehen und dem Glück zu verhelfen, das ihnen zu Lebzeiten durch ihre Tat nicht vergönnt war. Tatsächlich starb Robbie am 1. Juni 1940, einige Stunden vor dem rettenden Abtransport nach England, in Dünkirchen an einer Blutvergiftung, bei sich das Bild des Hauses am Meer. Cecilia ertrank am 15. Oktober 1940, als im sogenannten „Blitz“ eine deutsche Fliegerbombe die Wasser- und Abwasserleitungen traf und die Wassermassen die Londoner U-Bahn-Station Balham überfluteten, in die sie vor den Luftangriffen geflüchtet war. Somit wird klar, dass sich auch die Begegnung, in der Briony bei Cecilia und Robbie um Vergebung bittet, nur in Brionys Phantasie abgespielt hat und Robbie nie aus Dünkirchen zurückgekehrt war. Eine Aussöhnung oder Vergebung hat es nie gegeben.

## Synchronisation
| Rolle                   | Darsteller           | Dt. Synchronsprecher |
| ----------------------- | -------------------- | -------------------- |
| Robbie Turner           | James McAvoy         | Johannes Raspe       |
| Cecilia Tallis          | Keira Knightley      | Dascha Lehmann       |
| Briony Tallis, 13 Jahre | Saoirse Ronan        | Stella Sommerfeld    |
| Briony Tallis, 18 Jahre | Romola Garai         | Maren Rainer         |
| Briony Tallis, 77 Jahre | Vanessa Redgrave     | Doris Gallart        |
| Paul Marshall           | Benedict Cumberbatch | Christian Weygand    |
| Fiona                   | Michelle Duncan      | Marieke Oeffinger    |

## Hintergrund
Der Film wurde im Vereinigten Königreich – darunter in London – vom Mai 2006 bis August 2006 gedreht. Die Dreharbeiten der drei Abschnitte des Films erfolgten nahezu vollständig in der Reihenfolge, in der sie schließlich im Film zu sehen sind. Die Postproduktion benötigte weitere neun Monate.
Die Aufnahmen des Tallis-Hauses, des Gartens mit dem Brunnen und dem Teich entstanden in fünf Wochen in Stokesay Court, einem viktorianischen Landhaus bei dem Dorf Onibury in der Grafschaft Shropshire. Die Teehausszene 1939 mit dem Wiedersehen von Cecilia und Robbie entstand in der Bethnal Green Town Hall. Die Kuss- und Abschiedsszene, in der sich Robbie und Cecilia letztmals lebend sehen, wurde in der Straße Great Scotland Yard in Westminster gedreht. Streatham Hill in Südlondon stand für Balham als Drehort zur Verfügung. Die Hochzeitsszene von Lola entstand in der St. John’s Church im Londoner Stadtteil Westminster. Die in verschiedenen Filmen als Drehort zur Verfügung stehende frühere Piccadilly-Line-Station Aldwych diente als Kulisse für den U-Bahnhof Balham, in dem Cecilia ums Leben kam. Die Strandszene von Dünkirchen entstand in Redcar, einem 33.000-Einwohner-Städtchen nahe Middlesbrough in North Yorkshire, und kostete etwa 1 Million Pfund Sterling. Ebenfalls in Redcar entstanden die Aufnahmen im Stahlwerk. Die der Strandszene vorangegangenen Hinterlandaufnahmen von Nordfrankreich wurden in Gedney Drove Ends (Grafschaft Lincolnshire), Denver (Grafschaft Norfolk), in Coates und Pymore (Grafschaft Cambridgeshire) aufgenommen. Die Korridoraufnahmen des St. Thomas-Hospitals entstanden in dem Gutshaus Park Place, einer ehemaligen Schule nahe Henley-on-Thames in der Grafschaft Berkshire, die restlichen Innenaufnahmen in den Shepperton Studios. Die Außenaufnahmen des Hospitals entstanden am University College London.
Das Interview der 77-jährigen Briony entstand zur Gänze im BBC-Television-Center an der Wood Line in London. 
Die abschließende Strandszene der herumalbernden Cecilia und Robbie mit der Steilküste im Hintergrund wurde bei den Seven Sisters, präziser beim Strandabschnitt Cuckmere Haven in Sussex, nahe der größeren Kanalhafenstadt Eastbourne, gedreht. Das Cottage vor der Steilküste, als Postkartenmotiv im Film ein zentrales Element, beherbergt in Wirklichkeit Rettungsboote.
Die Produktionskosten des Films betrugen rund 30 Millionen US-Dollar. Seine Weltpremiere eröffnete am 29. August die Internationalen Filmfestspiele von Venedig 2007, wobei der Regisseur Joe Wright im Alter von 35 Jahren der jüngste Regisseur war, dem diese Ehre zuteilwurde. In den britischen Kinos startete er am 7. September 2007, wo er bis zum 7. Oktober 2007 etwa 9,7 Millionen Pfund Sterling einspielte. Am 10. September 2007 wurde der Film auf dem Toronto International Film Festival gezeigt, dem einige weitere Festivalvorführungen folgten. Der Kinostart in Deutschland und der Schweiz war am 8. November 2007, in Österreich einen Tag später. In den Vereinigten Staaten lief der Film am 7. Dezember 2007 an, wo am Eröffnungswochenende knapp 800.000 US-Dollar und insgesamt fast 51 Millionen US-Dollar eingespielt werden konnten. Am Eröffnungswochenende standen in Deutschland knapp 700.000 Euro und in der Schweiz knapp 175.000 Schweizer Franken zu Buche. Die Gesamteinnahmen in Deutschland beliefen sich auf knapp 1,35 Millionen Euro, während in Österreich rund 162.000 Euro eingespielt wurden und weltweit Einnahmen von über 102 Millionen US-Dollar generiert wurden. An den deutschen Kinokassen wurden bis Ende des Jahres 2007 fast 400.000 Zuschauer gezählt. Der Film war die letzte Produktion, die von den Universal Studios als HD-DVD veröffentlicht wurde.
Für die Rolle der Emily Tallis, die schließlich von Harriet Walter gespielt wurde, waren zunächst Emily Watson sowie Kristin Scott Thomas im Gespräch. Die 18-jährige Briony sollte von Abbie Cornish gespielt werden, die jedoch aufgrund von zeitgleichen Dreharbeiten an „Elizabeth – Das goldene Königreich“ ablehnen musste. Auch Keira Knightley sollte auf Wunsch von Joe Wright die Rolle der 18-jährigen Briony übernehmen, identifizierte sich jedoch sofort mit der Rolle der Cecilia, in der sie im Film zu sehen ist. Damit war Keira Knightley zwar drei Jahre jünger als Romola Garai, spielte jedoch deren ältere Schwester. Die Szenen mit Romola Garai wurden binnen vier Tagen abgedreht.
Ursprünglich sollte Richard Eyre die Regie übernehmen, der aufgrund von zeitlichen Überschneidungen mit anderen Dreharbeiten den Auftrag nicht übernehmen konnte. Daraufhin wurde von den Produzenten der Regisseur Joe Wright eingesetzt, der mit einem Cameo-Auftritt während der Szene am Strand von Dünkirchen zu sehen ist.
Das grüne Kleid Keira Knightleys wurde zum Anfang des Jahres 2008 von der US-amerikanischen Modezeitschrift In Style zum schönsten Kostüm der Filmgeschichte gewählt.
Der Einschlag der Fliegerbombe, der zur Überflutung des Londoner U-Bahnhofs Balham führte, ist tatsächlich passiert, jedoch nicht, wie im Film gezeigt, am 15. Oktober 1940, sondern bereits am Tag zuvor.

## Soundtrack
Um die Filmmusik zu produzieren, engagierte Dario Marianelli Musiker, die bereits an der Filmmusik von Stolz und Vorurteil mitgewirkt hatten, darunter das English Chamber Orchestra und der französische Pianist Jean-Yves Thibaudet. Das auffälligste Element der Musik ist der Klang einer Schreibmaschine. Sie ist besonders oft in Szenen zu hören, die mit Briony zu tun haben.
Der Titel des Tracks 4 Cee, You and Tea klingt so ähnlich wie die englische Aussprache der Buchstaben C, U, N und T. Es wird also das Wort „cunt“ („Möse“) buchstabiert, welches für die entsprechende Szene und den Verlauf des Filmes eine entscheidende Rolle spielt.
Am 9. November 2007 erschien der Soundtrack zum Film bei Universal Music Group, der 15 Musiktitel enthält.
| Nr. | Titel                                | Interpret           | Dauer |
| --- | ------------------------------------ | ------------------- | ----- |
| 1.  | Briony                               | Dario Marianelli    | 1:43  |
| 2.  | Robbies Note                         | Dario Marianelli    | 3:04  |
| 3.  | Two Figures By A Fountain            | Dario Marianelli    | 1:15  |
| 4.  | Cee, You and Tea                     | Dario Marianelli    | 2:25  |
| 5.  | With My Own Eyes                     | Dario Marianelli    | 4:39  |
| 6.  | Farewell                             | Dario Marianelli    | 3:32  |
| 7.  | Love Letters                         | Dario Marianelli    | 3:09  |
| 8.  | The Half Killed                      | Dario Marianelli    | 2:09  |
| 9.  | Rescue Me                            | Dario Marianelli    | 3:17  |
| 10. | Elegy For Dunkirk                    | Dario Marianelli    | 4:15  |
| 11. | Come Back                            | Dario Marianelli    | 4:28  |
| 12. | Denouement                           | Dario Marianelli    | 2:26  |
| 13. | The Cottage On The Beach             | Dario Marianelli    | 3:24  |
| 14. | Atonement                            | Dario Marianelli    | 5:18  |
| 15. | Suite bergamasque – 3. Clair de lune | Jean-Yves Thibaudet | 4:51  |

## Kritiken
Ray Bennett bezeichnete den Film in der Zeitschrift The Hollywood Reporter vom 30. August 2007 als eine brillante Verfilmung eines guten Romans über Liebe, Krieg und eine verheerende Lüge. Er sei die beste Romanverfilmung der letzten Zeit. Die Darstellungen von Keira Knightley und James McAvoy seien fesselnd und charismatisch. Bennett verglich den Film mit Der englische Patient und prophezeite ihm bedeutende Auszeichnungen.
James Berardinelli schrieb auf ReelViews, der Film beweise, dass Joe Wright verstehe, was er tue, wenn es um Literaturverfilmungen gehe. Der Roman sei nicht einfach zu verfilmen, doch dem Regisseur und dem Drehbuchautor sei eine sinngetreue Adaption gelungen. Der Film sei optisch „wunderschön“, sein Tempo sei richtig, insbesondere in der ersten Hälfte. Zudem sei er berührend und gehe wirkungsvoll unter die Haut.
Boyd van Hoeij urteilte auf european-films.net, der Film sei eine „gelungene“ und getreue Verfilmung der Romanvorlage. Dieselben Ereignisse seien aus unterschiedlichen Perspektiven erzählt. Keira Knightley spiele „in Hochform“ und beweise, dass ihre Oscar-Nominierung für Stolz und Vorurteil kein Zufall gewesen sei. Sie „fülle die Leinwand mit magnetischer Präsenz“. Saoirse Ronan spiele ähnlich „eindrucksvoll“, während Romola Garai den schwierigen mittleren Teil des Films meistere. Eine „echte Offenbarung“ sei die „überzeugende“ Darstellung von James McAvoy.
Daniel Kothenschulte schrieb in der Frankfurter Rundschau vom 1. September 2007, der Eröffnungsfilm der Filmfestspiele in Venedig sei „gewohnt nichtsnutzig“ und würde „schnell vergessen“ werden. Zitate aus den Werken von John Ford und Friedrich Wilhelm Murnau würden für ein „fruchtloses cineastisches Déjà-vu“ sorgen.
In der Filmrezension von Ulrich Greiner in der Zeit vom 1. November 2007 hieß es, „Keira Knightley […] trägt den Film ein gutes langes Stück. Aber Joe Wright verlässt sich allzu sehr auf sie und ihre schönen Augen, er schwelgt in einer Hochglanzfotografie, die auf die Dauer eindimensional wirkt. Sogar noch die Bilder des grauenhaften Krieges wirken wie nachgestellte Szenen üppiger Schlachtgemälde.“

## Auszeichnungen
Der Film war in sieben Kategorien bei den Golden Globe Awards 2008 nominiert. Ausgezeichnet wurde er als Bester Film – Drama. Dario Marianelli erhielt den zweiten Golden Globe für die Beste Filmmusik. Bei den Satellite Awards 2007 gewann Christopher Hampton eine Auszeichnung für das Drehbuch; der Film wurde außerdem in vier weiteren Kategorien nominiert: Knightley und Ronan als Beste Darsteller, die Filmmusik sowie die Kostüme.
Bei der Verleihung des Europäischen Filmpreises 2008 wurden James McAvoy als Bester Darsteller und die Filmmusik nominiert.
Das Werk wurde 2008 mit zwei BAFTA-Awards ausgezeichnet, als bester Film und für das beste Szenenbild. Ebenfalls war der Film in zwölf weiteren Kategorien nominiert (Bester Britischer Film, Regie, Adaptiertes Drehbuch, Hauptdarsteller an James McAvoy, Hauptdarstellerin an Keira Knightley, Nebendarstellerin an Saoirse Ronan, Kamera, Kostüm, Schnitt, Make-Up, Ton, Filmmusik).
Der Film gewann im Jahr 2007 den Phoenix Film Critics Society Award in drei Kategorien: Beste Kameraarbeit (Best Achievement in Cinematography), für die Filmmusik und für Saoirse Ronan. Er wurde 2007 für den Chicago Film Critics Association Award in drei Kategorien nominiert: Für das Drehbuch, die Filmmusik und die Kameraarbeit. Der Film wurde für die im Jahr 2008 zu verleihenden London Critics Circle Film Awards in acht Kategorien nominiert, darunter Britischer Film des Jahres, für die Regie, das Drehbuch und die Darstellungen von James McAvoy, Keira Knightley, Saoirse Ronan sowie Vanessa Redgrave. Für den Broadcast Film Critics Association Award 2008 wurde er in fünf Kategorien nominiert: Bester Film, Regie, Filmmusik sowie für die Darstellungen von Vanessa Redgrave und Saoirse Ronan.
Das Drama wurde bei den 80th Annual Academy Awards (Oscar-Verleihung) in sieben Kategorien nominiert:
- Bester Film
- Beste Nebendarstellerin an Saoirse Ronan
- Bestes adaptiertes Drehbuch
- Beste Kamera
- Beste Filmmusik
- Bestes Kostümdesign
- Bestes Szenenbild

Die Oscar-Verleihung des Jahres 2008 fand am 24. Februar statt. Dabei konnte der Film den Oscar in der Kategorie „Beste Filmmusik“ gewinnen.
Die Deutsche Film- und Medienbewertung FBW in Wiesbaden verlieh dem Film das Prädikat „wertvoll“.